# Distrikt Otuke
Otuke ist ein Distrikt in Norduganda. Die Hauptstadt des Distrikts ist Otuke.

## Lage
Der Distrikt Otuke grenzt im Norden an den Distrikt Agago, im Nordosten an den Distrikt Abim, im Osten an den Distrikt Napak, im Südosten an den Distrikt Amuria, im Süden an den Distrikt Alebtong, im Südwesten an den Distrikt Lira und im Nordwesten an den Distrikt Pader.

## Geschichte
Der Distrikt Otuke entstand 2009 aus Teilen des Distrikt Lira.

## Demografie
Die Bevölkerungszahl wird für 2020 auf 133.500 geschätzt. Davon lebten im selben Jahr 6 Prozent in städtischen Regionen und 94 Prozent in ländlichen Regionen.
| Zensusjahr | Einwohnerzahl |
| ---------- | ------------- |
| 1991       | 43.457        |
| 2002       | 62.018        |
| 2014       | 104.254       |

## Wirtschaft
Subsistenzlandwirtschaft und Tierhaltung sind die wichtigsten wirtschaftlichen Aktivitäten im Distrikt. 